# Майстер чиф-петті офіцер

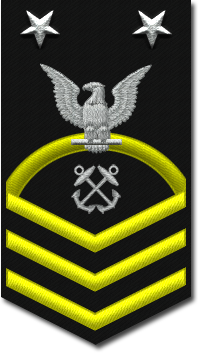
Нашивка майстер чиф-петті офіцера ВМС США

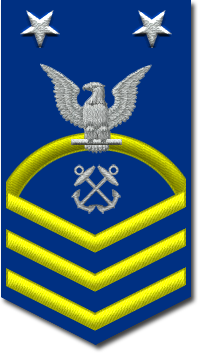
Нашивка майстер чиф-петті офіцера Берегової охорони США

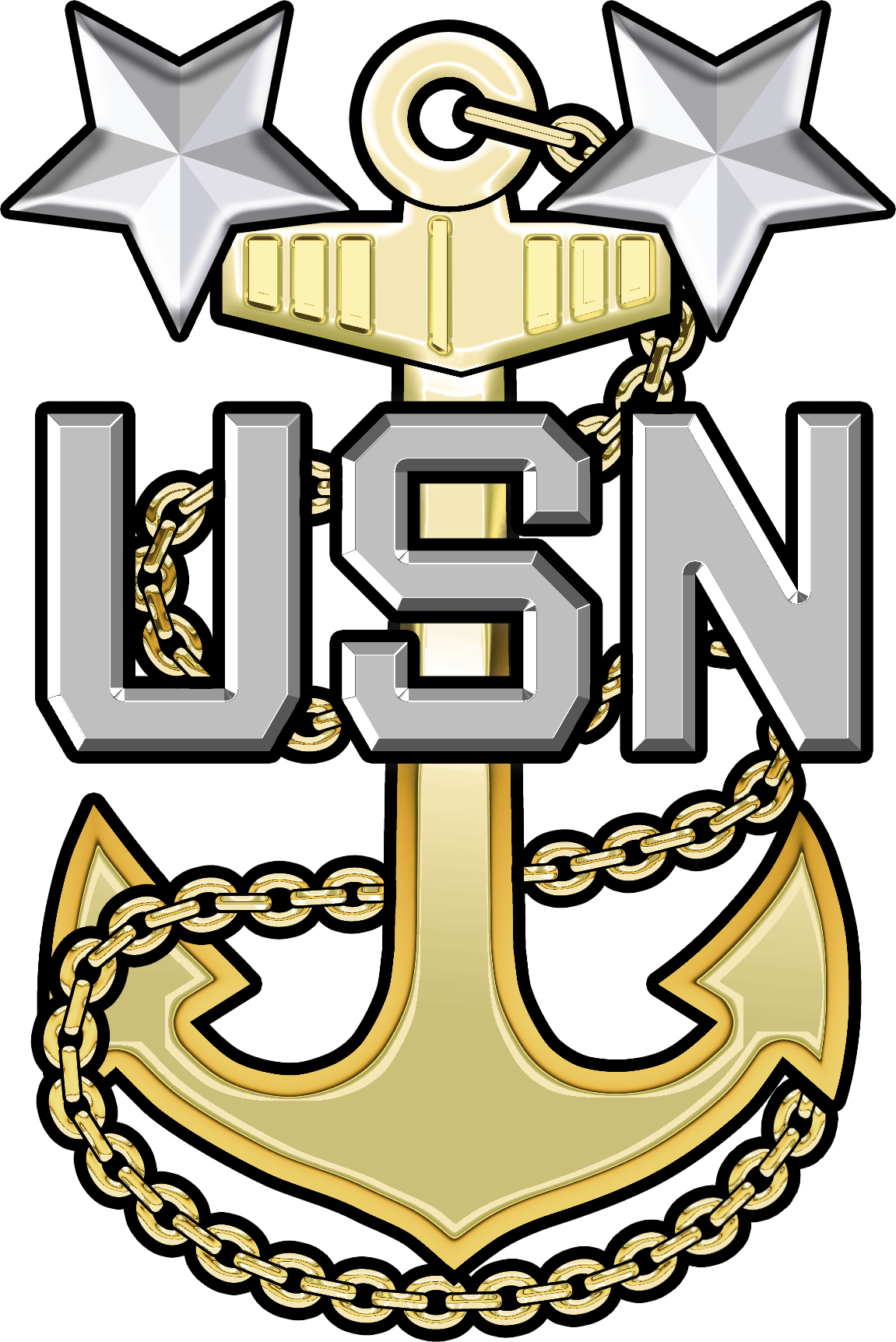
Особливий знак розрізнення майстра чиф-петті офіцера ВМС США

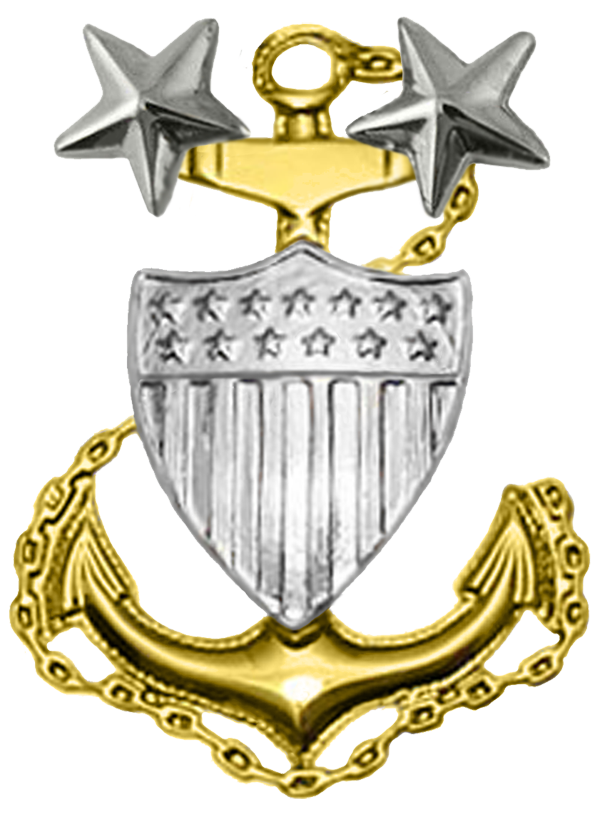
Особливий знак розрізнення майстра чиф-петті офіцера Берегової охорони США

Ма́йстер чиф-пе́тті о́фіцер (англ. Master Chief Petty Officer) (MCPO) — одне з найвищих військових звань серед матросів та петті-офіцерів зі складу військово-морських сил США та Берегової охорони Збройних сил країни.
У Військово-морських силах США це звання відноситься до дев'ятого ступеня військової ієрархії (E-9) поруч з військовими званнями майстер чиф-петті офіцера флоту, майстер чиф-петті офіцера сил та головного чиф-петті офіцера. Нижче за військове звання майстер чиф-петті офіцер ВМС США.
У Збройних силах США це звання дорівнює званням: сержант-майор — в армії США, головний майстер-сержант — у ВПС країни, старший командор-сержант — у Корпусі морської піхоти США.

## Знаки розрізнення
Знаком розрізнення для майстер чиф-петті-офіцера є нарукавна нашивка з орлом, який розміщений вище емблеми фахівця флоту та трьох стрічок-шевронів, кути верхнього шеврону з'єднуються стрічкою-дужкою. Вище орла з розкинутими крилами розміщені по кутам нашивки вістрям вниз дві зірки. На темно-синій (чорній) формі, орел, зірка і емблеми фахівця білі, і шеврони червоного кольору. Якщо петті-офіцер служив у військово-морському флоті 12 років й більше й має відмінну поведінку, то на нарукавній нашивці він носить золоті шеврони. Берегова охорона не використовує золоті шеврони.
На іншій формі одягу знаком розрізнення майстер чиф-петті-офіцера служить спеціальна емблема у вигляді золотавого якоря, що переплітається зі срібним надписом «USN», а у Берегової охорони срібний щит. На горі емблеми дві срібні зірки.

## У масовій культурі
- Звання майстер чиф має один з головних героїв фільму «Люди честі» (англ. Men of Honor, 2000) Леслі Сандей (актор Роберт де Ніро).
- Звання майстер чиф-петті офіцер має головний герой телесеріалу «Морські котики» (англ. SEAL Team, 2017) Джейсон Гейз у виконанні актора Девіда Бореаназа.